# Alien Ant Farm
Ејлијен ант фарм (енгл. Alien Ant Farm) је амерички алтернативни рок бенд који предводи певач Драјден Мичел.

## Историја састава
Група је основана 1996. године у Риверсајду. Први самостални албум објавили су 1999. под називом Greatest Hits. Након сарадње са рок саставом Папа роуч, 6. марта потписују уговор са издавачком кућом DreamWorks и издају свој први студијски албум ANThology. Овај албум је прославила песма Smooth Criminal, обрада истоимене песме Мајкла Џексона. Песма се нашла на врху топ-листа у Уједињеном Краљевству, САД и Нови Зеланд, па је коришћена у филму Америчка пита 2. Следећи сингл, Movies, био је међу топ 5 у Уједињеном Краљевству, а албум је убрзо достигао платинасти статус. Песма Wish је нашла место у видео-игри Tony Hawk's Pro Skater 3.
На пролеће 2002. снимили су песму Bug Bytes која се појавила у филму Спајдермен. У мају исте године, док су били на турнеји по Шпанији доживели су тешку саобраћајну несрећу у којој је погинуо возач аутобуса, док је фронтмен групе Драјден Мичел једва преживео, али са трајним последицама.
Већ 2003. група поново почиње са радом и на новом албуму truANT, са којег се издвојила песма Glow. Те године гитариста Тери Корзо напушта групу.
Затим су 2005. ступили у сарадњу са продуцентом Џимом Виртом, иако су имали уговор са Гефен рекордсом, међутим албум није објављен. Група је направила копије албума за највеће фанове, под именом 3rd Draft.
Крајем исте године Гефен рекордс им допушта да издају албум за другу издавачку кућу, те су следеће године издали албум Up in the Attic. Убрзо затим басиста Тај Замора напушта састав, а Алекс Барето га замењује. После неуспеха албума бенд се 2007. привремено распао, да би се 2008. поново окупила оригинална постава и обновила групу.

## Састав

### Чланови
- Драјден Мичел – вокал, ритам гитара, акустична гитара (1995.-)
- Тери Корсо – гитара, пратећи вокал (1995.–2003, 2008.–)
- Тај Замора – бас гитара, клавир, пратећи вокал (1995.–2006, 2008.–)
- Мајк Козгроув – бубањ, перкусије (1995.–)

### Бивши чланови
- Џо Хил – гитара, пратећи вокал (2005.–2008)
- Алекс Барето – бас гитара, пратећи вокал (2006.–2008)

## Дискографија

### Албуми
- 1996. - Singles: $100 (Е. П.)
- 1998. - Love Songs (Е. П.)
- 1999. - Greatest Hits (независни)
- 2001. - ANThology (студијски album)
- 2003. - truANT (студијски album)
- 3rd Draft (необјављени album)
- 2006. - Up in the Attic (студијски album)
- 2008. - 20th Century Masters: Millennium Collection: The Best of Alien Ant Farm (компилација)

### Синглови
- 2001. - "Smooth Criminal"
- 2002. - "Movies"
- 2002. - "Attitude"
- 2003. - "These Days"
- 2003. - "Glow"
- 2006. - "Forgive and Forget"
- 2007. - "Around the Block

## Галерија
- Наступ 2001. године
- Састав бенда 2015. године, пред наступ у Јужној Кореји
- Током наступа 2015. године у Јужној Кореји